# Sebastián Mancilla Olivares
Para la exitosa obra del autor chileno, véase La Enfermedad Incurable (Teatro).
Sebastián Mancilla Olivares (n. Santiago de Chile, Chile, 6 de noviembre de 1956), fue un actor, escritor, director y guionista que trabajó en Chile y Argentina. Filmó trece películas, al igual que trece novelas y participó en nueve obras teatrales. En 1990 partió a Argentina y se radicó definitivamente en Catamarca para formar a chicos con una gran capacidad actoral. Formó el grupo "Iron Maider", en honor a la famosa banda de rock, pero cambiando letras, el cual logró ser multipremiado por la crítica. Considerado un ícono en la cinematografía y televisión chilena.

## Biografía
Sebastián Joaquín Mancilla Olivares - Valenzuela nació el 6 de noviembre de 1959 en Santiago de Chile, en el seno de una familia humilde, hijo de Mariel “La Tusca” Valenzuela, una maestra de curso y de Joaquín Mancilla Olivares, un farmacéutico y hermano del productor chileno Rafael Mancilla Olivares.
Luego del colegio, ingresó a la carrera de teatro en la Universidad de Chile. Ahí con sus compañeros, formaría "Potestad", compañía de teatro que ha montado diversas obras. Es en esta etapa de su vida experimentó el "Teatro Callejero", alentado por grandes maestros del teatro chileno. Una vez incorporado a la escuela de teatro, comenzó a vivir en un departamento de la capital chilena.
En 1990, tras una crisis económica muy fuerte por la que pasaba la familia y por la muerte de Joaquín decidieron salir de Santiago de Chile, en donde Sebastián y “la tusca” se radicaron en Argentina, más precisamente en San Fernando del Valle de Catamarca donde puso su propia productora/taller para enseñarles a los chicos teatro y dramaturgia.
En 1996, con un pequeño grupo de chicos estrena “La Enfermedad Incurable (Teatro)” con los entonces debutantes: Az Martínez, Ismael Morandini, Lu Rodríguez y Juliana Reyes, obra que hizo furor y llevó a los desconocidos a la cima de inmediato, obviamente adaptando esa fama a las costumbres de la ciudad. Esta contaba la historia de un chico con epilepsia que más allá de saber que se está muriendo, encuentra razones infinitas para vivir. La historia de inmediato logró llenar el corazón de todo el público presente y ganó varios premios y el respeto de todas las personas tanto del director como de los debutantes.
En 2008, el actor chileno perdió a su madre, quien era su único sostén y se sumergió en una depresión profunda, en 2009 le detectaron un cáncer en el cerebro fulminante por lo que él mismo decidió terminar con su vida.

## Telenovelas
| Año  | Título                       |
| ---- | ---------------------------- |
| 1964 | La verdad de Ignacio         |
| 1965 | Más le vale                  |
| 1966 | Hijo de la verdad            |
| 1968 | La encrucijada               |
| 1970 | La Mary Juárez               |
| 1971 | Amar a los hijos             |
| 1972 | Traidores                    |
| 1973 | Campeones                    |
| 1975 | La crueldad no tiene límites |
| 1976 | Sabios eran los de antes     |
| 1977 | Quereme                      |
| 1979 | La mentira de Inés           |
| 1981 | La madrastra                 |

## Películas
| Año  | Título                  |
| ---- | ----------------------- |
| 1969 | La Chata                |
| 1970 | Aunque me quieras       |
| 1970 | La casa en las Heras    |
| 1971 | Mas te vale que vuelvas |
| 1971 | Nunca más alejados      |
| 1972 | Amor vuelve             |
| 1973 | Contame cosas lindas    |
| 1977 | El traidor              |
| 1978 | Enséñame a vivir        |
| 1979 | Lidia                   |
| 1980 | Nunca lo sospecharas    |
| 1980 | Jamás volveré           |
| 1981 | Di que me amas          |

## Obras de teatro
Mientras el actor se encontraba en Chile realizó las siguientes obras, las cuales fueron premiadas:
| Año  | Título                      |
| ---- | --------------------------- |
| 1965 | Te llamabas Catalina        |
| 1967 | La nuca de Alonso           |
| 1967 | Cosechas tu propia espina   |
| 1970 | Tierra y sangre             |
| 1971 | Vida                        |
| 1972 | Aquella mañana              |
| 1973 | Un día común                |
| 1974 | Nunca la vi                 |
| 1974 | Siempre fuiste algo para mi |

El dramaturgo chileno escribió varias obras para teatro en su estadía en Catamarca tales como:
| Año        | Título                               |
| ---------- | ------------------------------------ |
| 1996- 1997 | La Enfermedad Incurable (Teatro)     |
| 1996       | Me llamo Matías                      |
| 1997       | El diario de Ana Bolena              |
| 1998       | San Martín de los andes a la miseria |
| 1999       | La vida de los elfos                 |

- Datos: Q6122791